# LZ 120 Bodensee

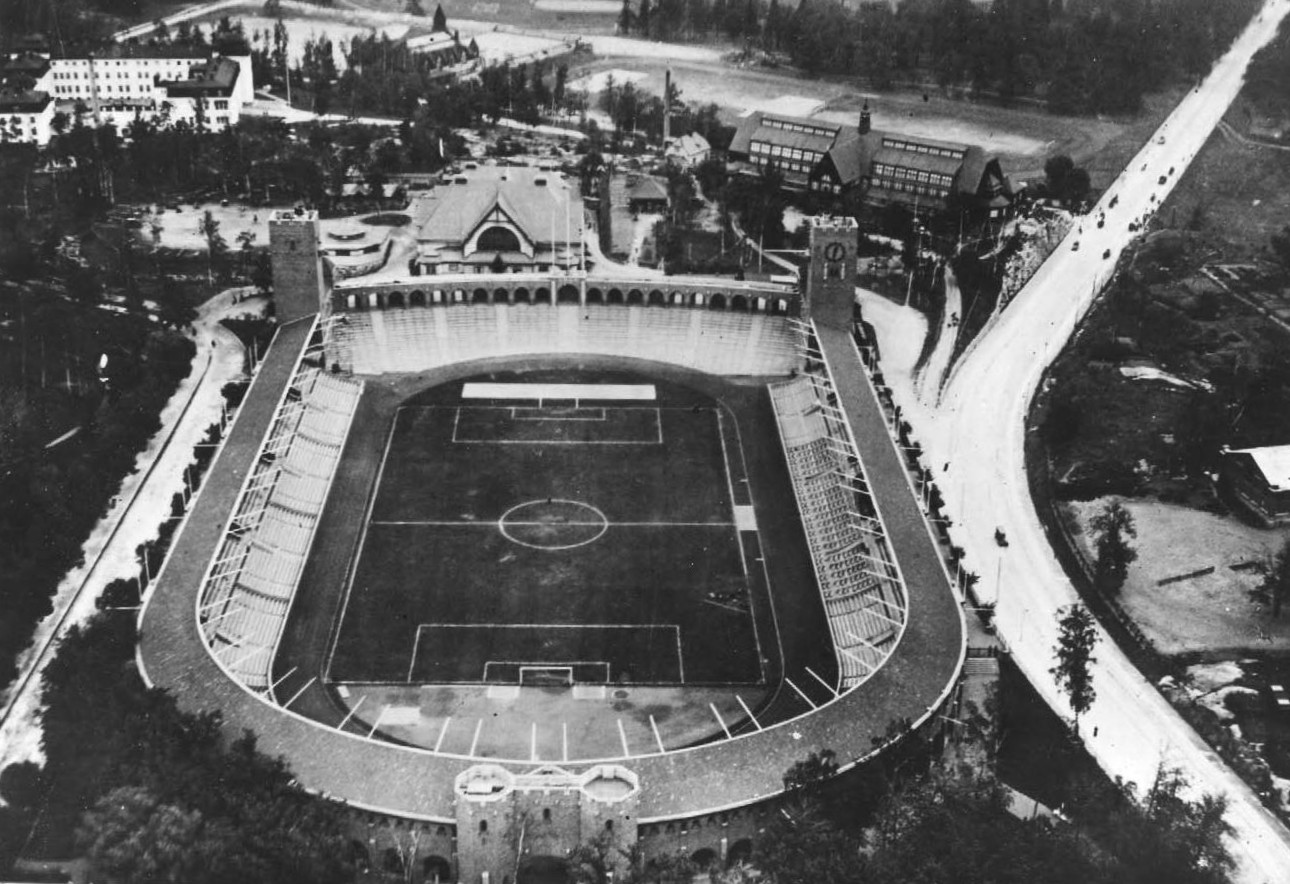
Flygfotografi över Stockholms stadion tagen från LZ 120 Bodensee

LZ 120 Bodensee landar på Gärdet 8 oktober 1919

LZ 120 Bodensee (tyska: Deutsches Luftschiff Zeppelin #120; registrering: D-LZ 120) var ett tyskt luftskepp av typen zeppelinare. Bodensee var den första zeppelinaren som byggdes efter Första världskriget och den första och enda som även landade i Sverige. Landningen genomfördes i Stockholm 8 oktober 1919.

## Luftskeppet
Luftskeppet byggdes av Luftschiffbau Zeppelin GmbH i Friedrichshafen efter konstruktören Paul Jarays ritningar.
Bodensee var ca 120 meter långt, cirka 18 meter i diameter, rymde 20 000 kubikmeter gas fördelat på 12 sektioner och hade 4 Maybach Mb IV-motorer. Tomvikten var ca 13 500 kg med en lastkapacitet om ca 9 593 kg. Zeppelinaren hade en räckvidd på 1 700 km och en besättning på 12 personer.

## Historik
Zeppelinaren genomförde sin jungfrufärd den 20 augusti 1919 under kapten Bernhard Lau och inledde reguljärtrafik för flygbolaget DELAG (Deutsche Luftschiffahrts-Aktiengesellschaft) den 24 augusti mellan Friedrichshafen och Berlin-Staaken med Hugo Eckener som kapten.
I förhandlingarna efter Första världskriget beslutades att zeppelinaren skulle överlämnas som krigsskadestånd till Italien. Den 3 juli 1921 överlämnades luftskeppet till Italien och döptes om till ”Esperia”, luftskeppet gick i linjetrafik till 28 juli 1928 då det skrotades.

## Sverigeflygningen
Flygningen Berlin-Stockholm-Berlin 1919 var en provtur för en framtida flygpassagerartrafik till kontinenten i samarbete med Svensk Lufttrafik (SLAB).
Bodensee lämnade Berlin-Staaken kl 05:11 den 8 oktober med Flemming som kapten, bland passagerarna fanns Axel Wenner-Gren. Kustradiostationen Vaxholm radio hade kontakt med luftskeppet under hela flygningen (först per radiotelegrafi och ca 100 km från Stockholm per radiotelefoni). Luftskeppet landade ca kl 12:30 på Gärdet inför cirka 10 000 åskådare. Bland mottagningskommittén fanns kronprins Gustav Adolf, prins Carl, krigsminister Walter Murray, landshövding Mauritz Sahlin och flera militära digniteter.
Återresan började kl 13:55och zeppelinaren landade åter i Berlin kl 23:25. Bland de 22 passagerarna fanns filmregissören Mauritz Stiller och konstnären Axel "Döderhultarn" Petersson. Även på återresan till Berlin hölls radiokontakt med Vaxholm radio.